# Ramesh Balwani
Ramesh "Sunny" Balwani (13 de junio de 1965) es un empresario estadounidense, con nacionalidad pakistaní, es el expresidente y jefe de operaciones de Theranos, la cual era una empresa privada de tecnología sanitaria fundada por su, en aquel entonces, novia Elizabeth Holmes. Theranos afirmó haber ideado un examen de sangre revolucionario que usaba muy pocas cantidades de sangre como las que se consiguen con una simple punción capilar. Empezando en 2015, Theranos fue criticado en los medios de comunicación debido a sus cuestionables afirmaciones y prácticas. Finalmente la compañía se vio obligada a declararse en bancarrota. Las autoridades federales acusaron a Balwani de operar el negocio como un plan multimillonario para estafar a inversores, médicos y pacientes. Se programó un juicio para comenzar en octubre de 2020, pero se retrasó hasta el 11 de enero de 2022 (para Balwani) debido a preocupaciones sobre el COVID-19.

## Primeros años y educación
Ramesh Balwani Nació en Pakistán en una familia Sindhi Hindu La familia se mudó a la India, y más tarde emigró a los Estados Unidos. 
En 1986 Balwani empezó sus estudios de pregrado en la Universidad de Texas en Austin dónde fue miembro de la Asociación de Alumnos Pakistaníes. Recibió una licenciatura en sistemas de información.

## Carrera profesional
Balwani trabajó para Lotus Software y Microsoft antes de 1998, cuando ayudó a crear CommerceBid, una empresa de desarrollo de software que ayudó a las empresas a comprar y vender artículos en la floreciente Internet. En 1999, la empresa fue comprada por Commerce One, otra empresa de software de desarrollo empresarial con una alta valoración. La compra se realizó íntegramente con acciones y Balwani se unió al directorio de la nueva empresa. En julio de 2000, Balwani vendió sus acciones en Commerce One, ganando casi $ 40 millones poco antes de que la empresa cerrara, justo antes de que estallara el Burbuja puntocom. Más tarde regresó a la escuela y recibió una Maestría en Administración de Empresas de la Universidad de California, Berkeley en 2003. Pasó otros cuatro años en un programa de posgrado en ciencias de la computación en la Universidad de Stanford, pero lo abandonó en 2008.
Mientras estaba inscrito en Berkeley, Balwani, que tenía 37 años en ese momento, conoció a Elizabeth Holmes, que tenía 18 años y estaba en su último año de secundaria. Holmes comenzó una licenciatura en ingeniería química en Stanford, pero luego se retiró para concentrarse a tiempo completo en Theranos.

## Theranos

Logo de Theranos

Balwani se incorporó a Theranos en 2009. Dirigió las operaciones diarias de la empresa como presidente. No tenía formación en ciencias biológicas o dispositivos médicos, que se convirtió en un problema debido a la ausencia de expertos médicos en la junta directiva de la compañía y al comportamiento de Balwani. Los ex empleados de Theranos lo describieron como autoritario, intransigente y tan preocupado por el espionaje industrial que estaba al borde de la paranoia.
Dentro de Theranos, Balwani era conocido por usar términos técnicos que aparentemente no entendía pero usaba para parecer más informado. Balwani en un momento afirmó: "Esta invención [el dispositivo de análisis de sangre de Edison] va a estar muy arriba, um, con ... Con el descubrimiento de los antibióticos". Una vez escuchó mal "end effector" (la garra u otro dispositivo al final del brazo de un robot automatizado) como "endofactor" (una palabra sin sentido) y repitió el error durante toda una reunión, además de no darse cuenta cuando "Endofactor" se usó, posteriormente, como una broma en una presentación de PowerPoint.
The Wall Street Journal informó en octubre de 2015 que el dispositivo de análisis de sangre Edison de Theranos producía diagnósticos y resultados médicos inexactos. Las máquinas Edison fallaban con frecuencia en las comprobaciones de control de calidad y producían resultados muy dispares, un hallazgo que fue corroborado en un informe publicado en marzo de 2016 por los Centros de Servicios de Medicare y Medicaid (CMS) federales. En abril de 2016, Theranos dijo a los reguladores que había anulado todos los resultados de las pruebas de las máquinas Edison para 2014 y 2015, así como algunas otras pruebas que se realizaron en máquinas convencionales.
En enero de 2016, el CMS envió una carta de advertencia a Theranos después de inspeccionar su laboratorio de Newark, California. Los reguladores de CMS propusieron una prohibición de dos años a Balwani de poseer u operar un laboratorio de sangre después de que la compañía no solucionara problemas en su laboratorio de California en marzo de 2016.
Los otros cargos de fraude contra Theranos incluyen afirmar que la tecnología de la compañía estaba siendo utilizada el Departamento de Defensa de EE. UU. en situaciones de combate a pesar de que nunca se ha utilizado.
Otro cargo falso incluyó reclamar un flujo de ingresos de $ 100 millones en 2014 que en realidad fue de $ 100,000.

## Procedimientos legales

### Cargos por fraude a la SEC
En marzo de 2018, la SEC acusó a Balwani y Holmes de fraudes de seguridad, "recaudar más de $ 700 millones de inversores a través de un elaborado fraude de años en el que exageraron o hicieron declaraciones falsas sobre la tecnología, los negocios y el desempeño financiero de la empresa". Holmes resolvió el caso fuera de los tribunales sin admitir o negar las irregularidades, pero Balwani todavía está en litigio en 2019. Dice que es inocente de los cargos.

### Cargos criminales
El 15 de junio de 2018, luego de una investigación de la Oficina de Fiscal de los Estados Unidos en San Francisco que duró más de dos años, un gran jurado federal acusó al presidente Ramesh "Sunny" Balwani y Elizabeth Holmes de nueve cargos de fraude electrónico y dos cargos de conspiración para cometer fraude electrónico. Los fiscales alegan que Holmes y Balwani participaron en dos esquemas criminales, uno para estafar a los inversores y el otro para estafar a médicos y pacientes.  En junio de 2019, un juez del Tribunal de Distrito de EE. UU. Ordenó que Balwani y Holmes fueran juzgados a partir de julio de 2020. En marzo de 2020, un juez del Tribunal de Distrito de EE. UU. Ordenó que Balwani fuera juzgado por separado de Holmes. Una orden del 17 de marzo de 2021 estableció que el juicio de Holmes comenzaría el 31 de agosto de 2021.. El juicio de Balwani comenzará después de la conclusión del de Holmes en enero de 2022. Se esperaba que los abogados de Balwani argumentaran que él nunca ganó dinero por su trabajo en Theranos.

## Vida personal
Estaba casado con la artista japonesa Keiko Fujimoto. Fujimoto y Balwani vivían en San Francisco antes de su divorcio en diciembre de 2002.
Balwani tuvo una relación romántica con Elizabeth Holmes durante su mandato en Theranos. Holmes lo conoció en 2002 a los 18 años, cuando aún estaba en la escuela. Tenía 19 años más que Holmes y estaba casado en ese momento. Su relación no fue revelada a sus inversores de Theranos.